# 岡村鐘雄
岡村 鐘雄（おかむら かねお、1929年3月16日 - 2005年3月29日）は、日本の実業家。日本特殊陶業取締役社長や、同社取締役会長、日本セラミックス協会会長などを歴任した。科学技術庁長官賞等受賞。

## 経歴・人物
1948年名古屋工業専門学校（現名古屋工業大学）機械科卒業、日本特殊陶業入社。1993年日本特殊陶業取締役社長。1994年中部品質管理協会理事副会長。1998年日本特殊陶業取締役会長。同年科学技術庁長官賞受賞。2000年勲三等瑞宝章受章。同年日本セラミックス協会会長。2002年ブラジル連邦共和国リオブランコ国家勲章コマンドール受章。2003年超硬工具協会賞業界功労賞受賞。